# Simone Klöckner
Simone Klöckner (* 11. März 1976 in Mönchengladbach) ist eine deutsche Tischtennis-Bundesligaspielerin. Bei Deutschen Einzelmeisterschaften der Erwachsenen gewann sie eine Bronzemedaille und gehörte zur Meistermannschaft 1995 von TSG Dülmen.

## Werdegang
Simone Klöckner begann mit dem Tischtennissport beim Verein JTTC BW 1948 Hochneukirch. 1991 wechselte sie in die 2. Bundesliga zum DJK Holzbüttgen. Nach einer Zwischenstation bei TuS Jahn Soest gewann sie 1995 mit der Damenmannschaft des TSG Dülmen die Deutsche Mannschaftsmeisterschaft. Ein Jahr davor holte sie bei den Deutschen Einzelmeisterschaften Bronze im Mixed mit David Daus.
Mit David Daus trat sie auch bei der Deutschen Hochschulmeisterschaft 2000 in Karlsruhe an, die Paarung siegte im Mixed, im Doppel mit Brigitte Harwig erreichte sie das Halbfinale.
Simone Klöckner promovierte 2007 an der der Heinrich-Heine-Universität Düsseldorf, später arbeitete sie als Chefärztin.